# Alan Wake's American Nightmare
Alan Wake's American Nightmare är ett datorspel som utvecklats av Remedy Entertainment och publicerades av Microsoft Studios. Spelet är en nedladdningsbar uppföljning till föregångaren Alan Wake, men är inte en uppföljare i sig, snarare som en universell spinoff. Spelet är en Xbox 360-titel och släpptes den 22 februari 2012 över hela världen.